# La Douce Mélancolie
La Douce Mélancolie est un tableau néoclassique, peint par Joseph-Marie Vien en 1756. Il est aujourd'hui conservé au Cleveland Museum of Art.

## Description
Ce tableau centré sur le sentiment, qui a fait partie du cabinet du chevalier de Damery,, remet en cause la prédominance de la peinture historique, genre noble par excellence. Bien qu'appartenant à l'Antiquité, la jeune femme représente moins une époque historique révolue qu'un personnage solitaire en proie à la douleur amoureuse. Cette œuvre constitue un tournant dans la peinture française des années 1750, illustrant presque les qualités de « noble simplicité » et de « grandeur tranquille » dans l'art classique recommandées par Johann Joachim Winckelmann l'année précédente, dans ses Réflexions sur l'imitation des œuvres grecques dans la peinture et la sculpture. Les mouvements extravertis des toiles précédentes ont cédé la place à l'introspection silencieuse de la tradition académique illustrée par l'Agrippine de La Mort de Germanicus de Nicolas Poussin. Ce tableau a eu un impact sur Jacques-Louis David, alors élève de Vien, qui s'est fait ressentir dans son œuvre ultérieur. Près de trois décennies plus tard, dans les années 1780, David a remis au gout du jour les tentatives de son maitre d'offrir un nouveau mode de représentation picturale et émotive de style simple en remisant les figures féminines en toges à l'antique en train d'arranger des guirlandes de fleurs sur des bustes antiques, d'offrir des colombes à Vénus ou de bruler de l'encens, selon les codes inspirés par la nouvelle érudition archéologique, souvent inspirée par les récentes fouilles de Pompéi et d'Herculanum, pour y substituer une vision d'héroïsme et de sacrifice viril.

## Le rôle du décor
Le décor joue un rôle prépondérant dans ce tableau ; il est le reflet d'une pluralité culturelle, d'un mélange de genres. On observe la présence de formes complexes dans le tapis à fleurs, avec ses motifs entrelacés et ses couleurs orientales propices à la rêverie. À la gauche du personnage, on remarque un encensoir dégageant des volutes de fumée d'encens, manière de rappeler la Pythie de la Grèce antique, qui transmettait les présages divins. Cet ensemble de symboles campe un décor qui encourage à la méditation. L'arrière plan constitué d'un mur, gravé en semi-relief en forme de colonnades indique la connaissance et le gout de l'art antique de Vien.

## La sensibilité de la mélancolie auXVIIIesiècle

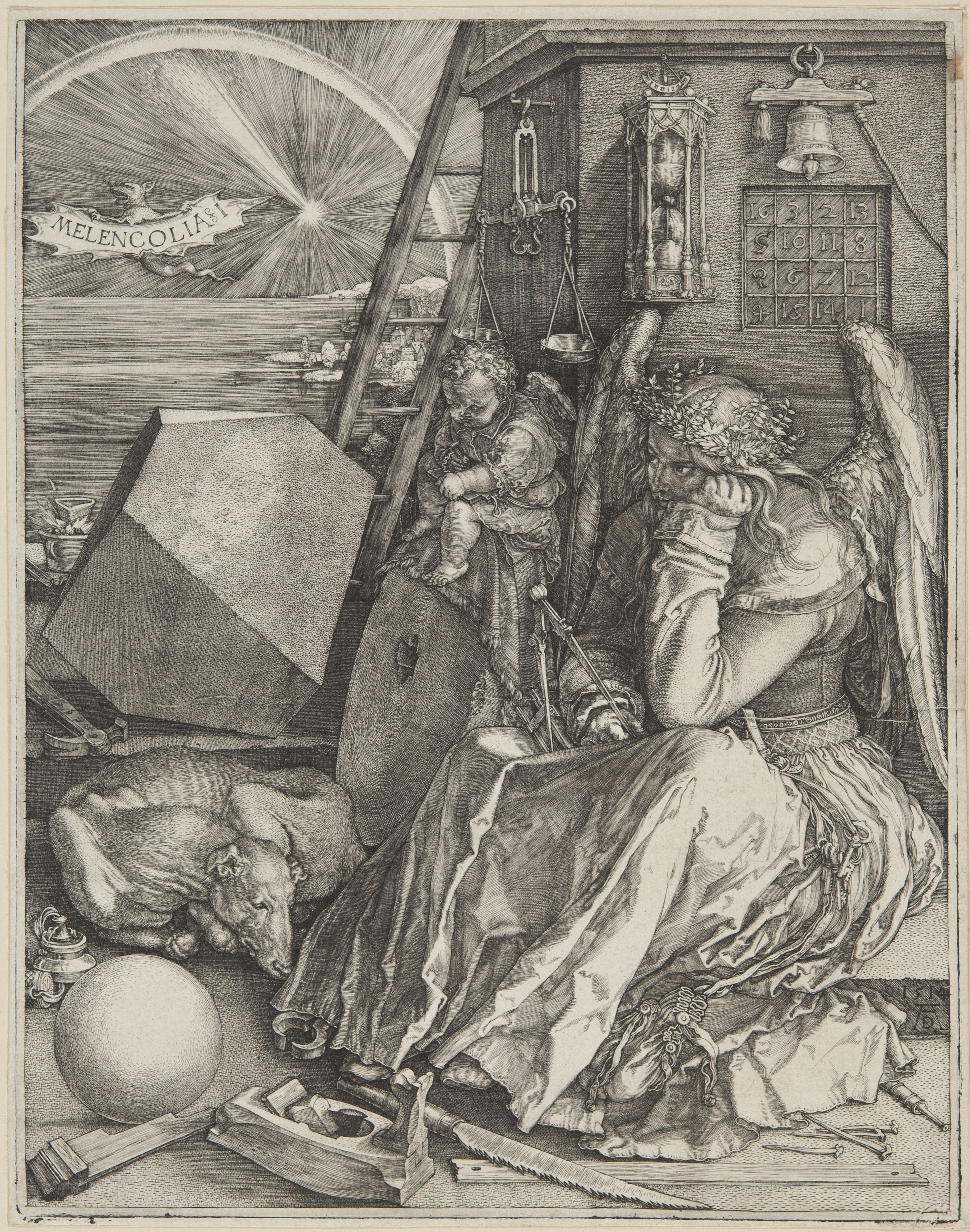
Melencolia I de Dürer (1514).

Dans ce tableau, on remarque tout d'abord la position alanguie de la femme, position ambigüe faussement négligée voire recherchée, qui évoque cependant la méditation. Cette posture convoque immédiatement une longue tradition de la représentation de deuil féminin, depuis les innombrables figures endeuillées des monuments funéraires antiques jusqu'à la célèbre estampe d'Albrecht Dürer, Melencolia I. La sensibilité de ce siècle se définit en partie par le « mal du siècle », c'est-à-dire le « spleen » que décrit Denis Diderot dans sa lettre adressée, le 28 octobre 1760, du Grandval, à Sophie Volland.

## Le souci du détail
Derrière l'apparente simplicité du tableau, l'importance prêtée aux détails se reflète, non seulement par la représentation d'objets renvoyant aux cultures grecque et orientale, mais aussi par la présence de détails, bien que de taille minime, dont l’importance n'est pas négligeable. Ce gout du détail est l'expression de la préoccupation du peintre pour le beau. Sur le fauteuil de velours rouge est assise une jeune fille vêtue d'une longue robe, rappelant la toge romaine ou grecque, de soie couleur or, une ceinture marron souligne une taille délicate, et une sorte de long châle bleu azur, d'un aspect soyeux, pare cette femme à la fois soignée et élégante. Sur la table de bois sculptée avoisinante, la présence, d'un bouquet de fleurs dans un vase en verre ajoute à la représentation d'un intérieur riche, une dimension supplémentaire, évoquant la pureté, le naturel et le soin de la jeune fille au travers de l'attention qu'elle a prêtée aux fleurs.  À peine visible derrière les fleurs à droite, repose une lettre abandonnée, surement lue par la jeune fille, et qui vient expliciter sa langueur mélancolique. La tendresse portée à la colombe sans son compagnon, symbole de la fidélité dans le couple, que la jeune fille porte sur ses genoux, rattache plus étroitement sa mélancolie aux délices et aux tourments de l'amour, tant dans le cœur des filles de paysans de Jean-Baptiste Greuze que des aristocrates lettrés de Jean-Honoré Fragonard, pour laquelle se fascine de plus en plus son époque, qu'à une réaction à la mort d'un héros.

## Clair-obscur et perspectives
Le clair-obscur et la situation du personnage dans le tableau mettent en valeur la méditation de la femme. Le fond du tableau est un mur sculpté dans un style plutôt antique (grec ou romain) car on discerne une colonne, coupée en biais par une ombre, curieusement présente dans le fond du tableau mais pas au premier plan.